# Jia Zhangke
Dans ce nom chinois, le nom de famille, Jia, précède le nom personnel Zhangke.
Pour les articles homonymes, voir Jia (homonymie).
Jia Zhangke (chinois simplifié : 贾樟柯 ; chinois traditionnel : 賈樟柯 ; pinyin : Jiǎ Zhāngkē), parfois écrit Zhang-ke, né le 24 mai 1970 à Fenyang dans la province du Shanxi, est un cinéaste chinois.
En 2025, il est président du jury international de la 31e édition du festival international des cinémas d'Asie de Vesoul.

## Biographie

### Origine et formation
Jia Zhangke nait dans le Nord de la Chine, à Fenyang, dans la province du Shanxi, en 1970. Il est issu d'une famille considérée par le système communiste comme « propriétaires fonciers », ce qui a interdit à son père d'aller étudier à l'université. Un de ses oncles a été emprisonné huit ans comme « contre révolutionnaire » pour des propos qu'il avait tenus.
Il déclare avoir eu une scolarité de « cancre » au point qu'il a été le dernier de sa classe accepté au mouvement des jeunes pionniers. Durant son enfance, il s'amuse à explorer avec ses amis des endroits abandonnés. Il découvre aussi le cinéma en pénétrant clandestinement dans des salles.
En 1989 il est profondément marqué par les manifestations de la place Tian'anmen et leur répression. Il habite alors à Fenyang où il prépare ses examens de fins d'études secondaires et se rend à Taiyuan, la capitale de la province, pour participer à des manifestations. Il épouse les valeurs d'égalité et de liberté portées par ce mouvement, et est choqué de leur répression, au point qu'il déclare qu'il ne serait sans doute pas devenu cinéaste sans ces événements.
Il est admis en peinture à l'École des beaux-arts de Taiyuan. Il ambitionne de devenir professeur de dessin. Jia Zhangke publie un premier roman en 1991.

### Premiers filmsunderground
Jia Zhangke est marqué par le film Terre jaune de Chen Kaige où il voit pour la première fois à l'écran sa région, le Shanxi et ses habitants. C'est ce film qui le décide à devenir réalisateur. Il entre en 1993 à l'Académie de cinéma de Pékin, où il fonde un « groupe du film expérimental », considéré comme la première structure de production indépendante en Chine. Alors qu'il est encore étudiant, en 1997, il tourne Xiao Wu, artisan pickpocket avec le simple désir de faire un film, sans penser à sa diffusion par la suite. Le film est sélectionné au festival de Berlin 1998 ce qui lui donne une visibilité mondiale.
Après Xiao Wu, artisan pickpocket Jia Zhangke n'a plus l'autorisation de tourner en Chine car il aurait « influencé gravement les échanges culturels normaux entre la Chine et le monde. » Comme il désire ardemment que son film suivant, Platform soit diffusé en Chine, il finit par obtenir les autorisations pour tourner, arguant que son film est financé par le Japon et la France et ne coûtera donc rien aux studios chinois. Les autorisations sont accordées puis finalement annulées au motif que le réalisateur, à 29 ans, est considéré comme trop jeune pour faire un film sur les années 1980. Il tourne néanmoins son film, sachant qu'il sera underground, c'est-à-dire qu'il n'aura pas de diffusion par les canaux normaux en Chine. C'est dans Platform que débute celle qui deviendra son actrice « fétiche » et son épouse, Zhao Tao. Il tourne aussi sans autorisation son film suivant, Plaisirs inconnus.
Issu de la sixième génération de cinéastes chinois dite « underground », il reçoit de nombreux prix dans les festivals de films internationaux.

### Passage à des films plus «amples»
En 2003, la Chine libéralise sa politique cinématographique : alors que cet art était auparavant « considéré comme un outil de propagande idéologique primordial du gouvernement », il est alors vu comme une « industrie. » Les interdictions de filmer pour les cinéastes deviennent moins contraignantes et ils peuvent « négocier avec la censure. » Ressentant aussi la nécessité de « changer de style », il réalise The World un film plus ample que ses œuvres précédentes, où sont associées question sur la relation de la chine au monde extérieur, nouvelles technologies et problème des travailleurs migrants.

### Consécration

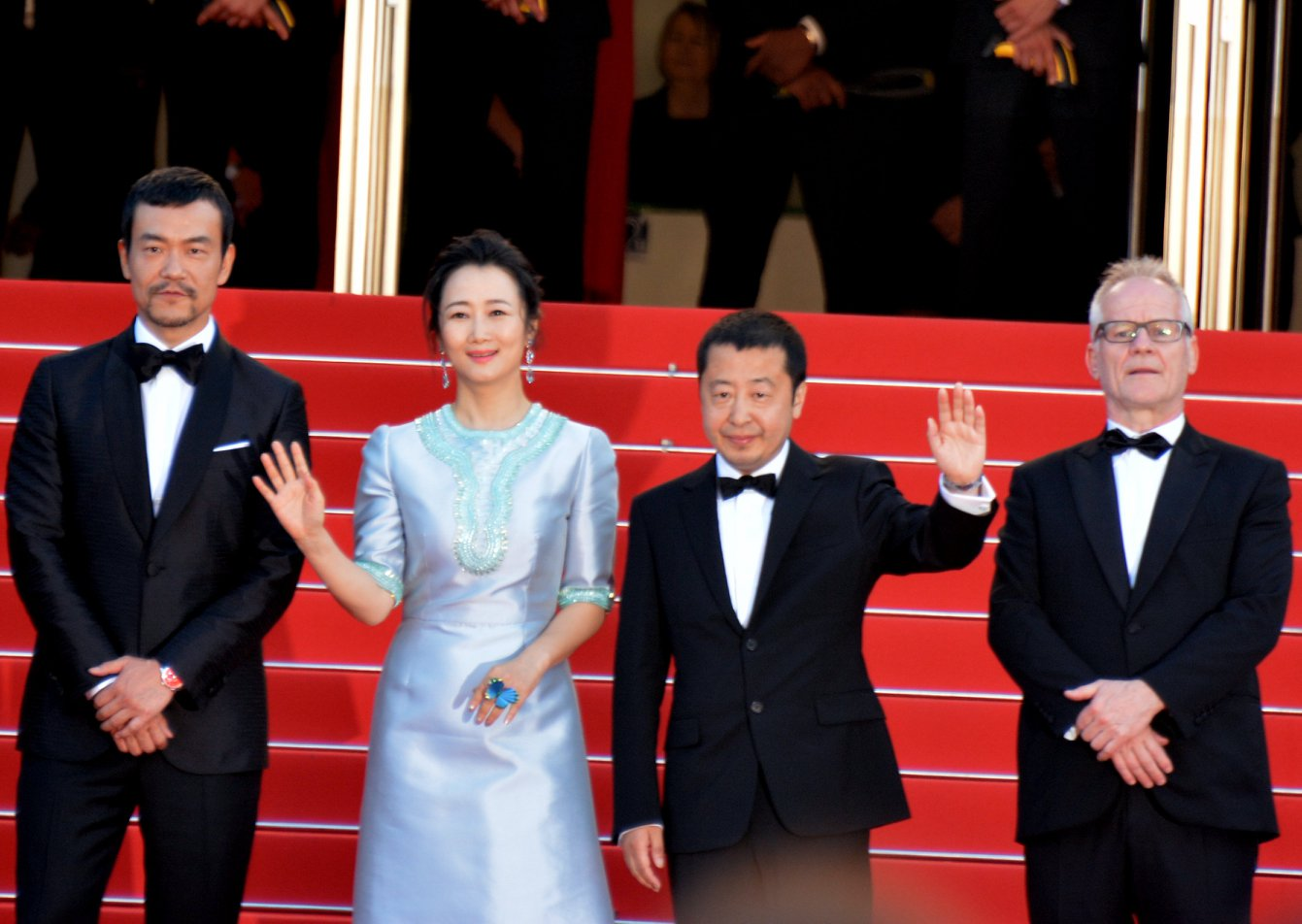
De gauche à droite, à Cannes en 2018, les acteurs Liao Fan et Zhao Tao, le réalisateur Jia Zhangke et le délégué général du Festival, Thierry Frémaux.

En 2006, Jia Zhangke obtient le Lion d'or à la 63e Mostra de Venise avec Still Life. C'est la « consécration » mondiale pour le cinéaste. La même année, il présente à Venise, dans la section « Horizons », Dong un film documentaire sur le peintre Liu Xiaodong. En 2007, Jia préside le jury des courts métrages et de la Cinéfondation au 60e Festival de Cannes.
Présenté au Festival de Cannes 2010 dans la sélection Un certain regard, son film I Wish I Knew est un documentaire qui, au lieu de travailler sur les changements de la Chine contemporaine comme dans ses précédents films, s'intéresse à l'histoire de Shanghai et à la façon dont elle est présentée d'une manière « manipulée, tronquée, caviardée de mille manières par plusieurs pouvoirs successifs ou simultanés. »
A Touch of Sin est présenté au festival de Cannes en 2013. Ce dernier film, qui mélange document social et motifs spectaculaires hérités des films d'action de Hong Kong ou de la littérature classique chinoise (Au bord de l'eau, La Pérégrination vers l'Ouest), lui vaut le prix du scénario cannois. Ce film verra sa sortie repoussée sine die à la suite des attentats de 2013 de la place Tian'anmen.
En mai 2014, il est membre du jury de la sélection officielle au 67e Festival de Cannes, présidé par la réalisatrice néo-zélandaise Jane Campion. Cette même année, le réalisateur brésilien Walter Salles lui consacre un documentaire : Jia Zhangke, un gars de Fenyang. Il revient sur la Croisette l'année suivante présenter en compétition sa nouvelle réalisation, Au-delà des montagnes, qui mêle histoire sentimentale et portrait de la Chine contemporaine sur trois époques : 1999, les années 2000-2010 et les années 2020.
Début mai 2018, il est élu député de l'Assemblée nationale populaire pour sa province natale du Shanxi,.

## Analyse de l'œuvre
Jia Zhangke est membre de ce que l'on nomme la sixième génération du cinéma chinois qui compte aussi les réalisateurs Yu Lik-wai, Wang Xiaoshuai ou Wang Chao. Cette génération est caractérisée par un attachement au tournage en milieu urbain avec une volonté de montrer la réalité de la société chinoise contemporaine avec notamment « l'envers du miracle économique chinois » : la pauvreté, les crimes...
Son œuvre témoigne des changements que vit la Chine contemporaine. Jia Zjhangke peut être comparé à Honoré de Balzac car il fait comme lui une « chronique romanesque » de son époque qui montre les différentes couches sociales et les rapports qui les lient. Il travaille aussi bien sur les cas individuels, en utilisant des événements réels marquants, que sur le « destin des masses. » Le monde qu'il décrit, au fil des films, se caractérise par la manière dont le pouvoir et la société s'imposent au monde, imposant des manières d'être, des goûts, allant jusqu'à imposer sa marque sur la nature ou les rapports entre les êtres.

## Techniques de travail
Jia Zhangke a réalisé des films en 35 mm et en vidéo haute définition. Il préfère cette dernière technique car elle est pour lui « beaucoup plus magique » puisqu'elle permet une plus grande latitude dans les modifications de l'image.

## Filmographie

### Réalisateur et scénariste
Longs métrages
- 1997 : Xiao Wu, artisan pickpocket (小武, Xiǎo wǔ)
- 2000 : Platform (站台, Zhàntái)
- 2002 : Plaisirs inconnus (任逍遙, Rèn xiāoyáo)
- 2004 : The World (世界, Shìjiè)
- 2006 : Dong (东, Dōng) (documentaire)
- 2006 : Still Life (三峡好人, Sānxiá Hǎorén)
- 2007 : Useless (无用, Wúyòng) (documentaire)
- 2008 : 24 City (二十四城, Èrshísì chéng)
- 2010 : I Wish I Knew (海上传奇, Hǎi shàng chuán qí), (documentaire)
- 2013 : A Touch of Sin (天注定, Tiān zhùdìng)
- 2015 : Au-delà des montagnes (山河故人, Shān Hé Gù Rén)
- 2018 : Les Éternels (江湖儿女 , Jiānghú érnǚ)
- 2020 : Swimming Out Till the Sea Turns Blue (一直游到海水變藍, Yīzhí yóu dào hǎishuǐ biàn lán), (documentaire)
- 2024 : Les Feux sauvages (风流一代, Feng liu yi dai)

Courts métrages
- 1995 : Xiao Shan Going Home (小山回家)
- 1996 : Du Du (嘟嘟)
- 2001 : In Public (公共场所, Gōng Gòng Chǎng Suǒ), (documentaire)
- 2001 : La Condition canine (狗的状况, Gou de zhuangkuang) (documentaire)
- 2007 : Our Ten Years (我们的十年)
- 2008 : Cry Me a River (河上的爱情)
- 2008 : Stories on Human Rights - segment Black breackfast
- 2011 : Yulu - segment (documentaire collectif)
- 2016 : The Hedonists

### Producteur
- 1997 : Xiao Wu, artisan pickpocket
- 2003 : All Tomorrow's Parties, de Yu Lik-wai

### Directeur de la photographie
- 2001 : In Public (Gong Gong Chang Suo), (documentaire) court métrage de 30 minutes tourné en Beta SP
- 2006 : Dong (documentaire)

### Acteur
- 2002 : Plaisirs inconnus (Ren Xiao Yao) de lui-même : l'homme chantant dans la rue
- 2006 : Karmic Mahjong (Xue Zhan Dao Di) de Guangli Wang
- 2014 : The Continent (Hou hui wu qi) de Han Han : l'oncle de Su Mi
- 2020 : The Best is Yet to Come (Bu zhi bu xiu) de Wang Jing : le patron de la mine de charbon
- 2024 : Black Dog (Gou zhen) de Guan Hu : Yao

### Sur Jia Zhangke
- 2005 : Made in China de Julien Selleron
- 2007 : Xiao Jia rentre à la maison de Damien Ounouri
- 2014 : Jia Zhang-ke, un gars de Fenyang de Walter Salles[13]

## Récompenses
- 1998 : prix de l'Âge d'or
- 1998 : Alcan Dragons And Tigers Award For Young Cinema au Festival international du film de Vancouver pour Xiao Wu, artisan pickpocket
- 1998 : New Currents Award au Festival international du film de Busan pour Xiao Wu, artisan pickpocket
- 1998 : montgolfière d'or au Festival des trois continents pour Xiao Wu, artisan pickpocket
- 2000 : montgolfière d'or au Festival des trois continents pour Platform
- 2001 : prix FIPRESCI et prix Don Quijote au Festival international de films de Fribourg pour Platform
- 2002 : grand prix au Festival international de cinéma de Marseille pour In Public
- 2003 : mention spéciale de la Fédération internationale de la presse cinématographique et du Network for the Promotion of Asian Cinema pour Plaisirs inconnus
- 2006 : lion d'or à la 63e Mostra de Venise pour Still Life
- 2007 : prix du meilleur réalisateur aux Asian Film Awards pour Still Life
- 2010 : prix du Prince Claus
- 2013 : prix du scénario au Festival de Cannes 2013 pour A Touch of Sin
- 2013 : prix fiction (jury étudiant présidé par Thomas Lacoste) du Festival de film d'Histoire de Pessac pour A Touch of Sin
- 2015 : carrosse d'or à la Quinzaine des réalisateurs
- 2016 : prix du meilleur scénario aux Asian Film Awards pour Au-delà des montagnes